# 宣義王后
宣義王后（선의왕후，?—?）柳氏，是高丽王朝太祖王建與貞德王后柳氏的女兒，追尊戴宗王旭的夫人，也是高麗成宗王治的母亲。
史書並未記載宣義王后的卒年，不過有提到她先於王旭過世。柳氏死後謚號宣義，祔戴宗廟。高麗穆宗五年，加謚貞淑，高麗顯宗五年加謚靜穆，十三年後再加謚匡懿，到高麗高宗四十年又加謚益慈。全稱貞淑靜穆匡懿益慈宣義王后。

## 家族
- 父：高丽太祖王建
- 母：貞德王后柳氏
  - 兄弟：王位君、仁愛君、元莊太子、助伊君
  - 姊妹：文惠王后、公主（義城府院大君夫人）
  - 夫：高麗戴宗王旭
    - 子：高麗成宗王治